# Бриньоне, Гуидо
Гуидо Бриньоне (итал. Guido Brignone; 6 декабря 1886, Милан — 6 марта 1959, Рим) — итальянский кинорежиссёр, сценарист и актёр.

## Биография
Родился 6 декабря 1886 года в Милане в семье актёров Джузеппе Бриньоне и Аделаиды Андриани, рано увлёкся искусством кино. В 1913 году снялся вместе с Этторе Берти в фильме компании FAI «Величие и упадок» (Grandezza e decadenza), в 1914 году — «Наши дети» (I nostri figli), «Откровение» (Rivelazione), «Мир, мой Бог» (Pace mio Dio), а в 1915 — «Искупление» (Espiazione). В 1916 году спродюсировал свой первый фильм «… и алтарь рухнул» (E l’altare crollò), в котором выступил также в качестве режиссёра и актёра. Затем начал снимать как режиссёр фильмы в романтическом и историческом жанрах на студиях Cines и Pittaluga. В режиссёрскую фильмографию Бриньоне этого периода вошли также популярные приключенческие фильмы, в том числе о сквозном персонаже по имени Мацист в исполнении бывшего портового грузчика из Генуи Бартоломео Пагано (редкий пример актёра, «найденного на улице» — это заслуга режиссёра Джованни Пастроне, который первым снял его в фильме «Кабирия»). Упоминания заслуживают фильмы «Любовь плачет и смеётся» (Amore piange e ride, 1917), «Два сержанта» (I due sergenti, 1919), «Жемчужина Клеопатры» (La perla di Cleopatra, 1921), «Мацист-император» (Maciste imperatore, 1924), «Великан Доломитовых Альп» (Il gigante delle Dolomiti, 1926).

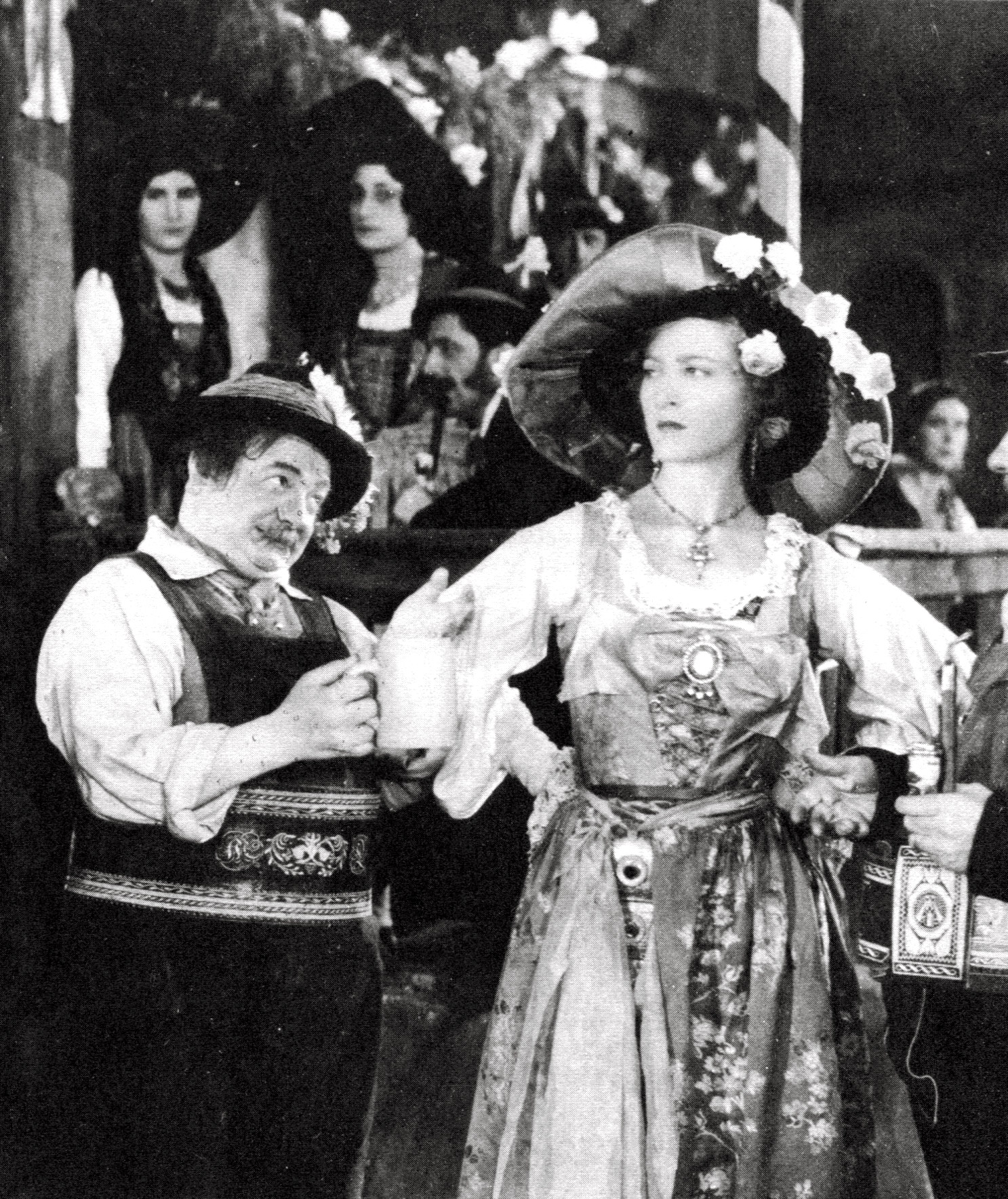
Паольери, Джермана и Пьероцци, Джузеппе в фильме 1932 года «Та самая Валли» («Film illustrazione», 1933).

В 1926 году Бриньоне уехал из Италии ввиду кризисного состояния её кинематографа и в 1927—1928 годах работал во Франции, преимущественно на студии Gaumont. Наиболее значительным фильмом этого периода стал «Быстро… целуй меня!» (Vite… embrassez moi!) с участием Долли Грэй и Луиджи Сервенти. В 1928—1929 годах в Германии снял несколько фильмов на берлинской студии UFA, в том числе «Муж не любит» (Der Mann der nicht liebt, 1928) и «Опыт одной ночи» (Erlebnis einer Nacht, 1929) с участием Марчеллы Альбани и Иго Сыма. В 1930 году вернулся в Италию и всю оставшуюся жизнь работал только там.
В 1930 году Бриньоне снял пользовавшийся успехом у публики фильм «Суд ассизы» (Corte d’Assise), в 1934 году награждён кубком Муссолини за лучший итальянский фильм на 2-м Венецианском кинофестивале за фильм «Тереза Конфалоньери» с Мартой Абба в главной роли. Наиболее значительным фильмом Бриньоне за фашистский период критика считает картину 1935 года «Красный паспорт» (Passaporto rosso) с Изой Миранда, который рассказывает о семье итальянских эмигрантов в Аргентине, вернувшейся из патриотических побуждений в Италию с началом Первой мировой войны. В числе других работ заслуживают упоминания музыкальные фильмы «Жить!» (Vivere!, 1936) с участием Тито Скипа и «Мама» (1941) с Беньямино Джильи.
После Второй мировой войны снимал фильмы в жанре мелодрамы, а также на исторические и мифологические темы, в том числе «Похороненная заживо» (La sepolta viva, 1949), «Поцелуй покойницы» (Il bacio di una morta, 1949), «Карфагенские рабыни» (Le schiave di Cartagine, 1956), «Под знаком Рима» (Nel segno di Roma, 1959). Съёмки последнего из этих фильмов заканчивали Риккардо Фреда (натурные съёмки) и Микеланджело Антониони (павильонные съёмки).

## Личная жизнь
Бриньоне был женат на актрисе немого кино Долорес Висконти, которая получила известность под псевдонимом Лола Висконти, умерла в 1924 году. Их дочь Аделаида родилась в Риме 23 августа 1913 года, также стала актрисой, использовала сценическое имя Лилла Бриньоне. В 1934 году дебютировала на театральной сцене под присмотром отца и его старшей сестры, актрисы Мерседес Бриньоне, умерла в Риме 24 марта 1984 года.

## Избранная фильмография

### Режиссёр
- Одетта / Odette (1915)
- Топор Стюартов / La scure degli Stuart (1915)
- Белая смерть / La morte bianca (1916)
- Мрачное пламя / Fiamme funeste (1916)
- / Pimpinette (1916)
- … и алтарь рухнул / …e l’altare crollò (1916)
- / Pimprinette (1917)
- В лабиринтах души / Nei labirinti di un’anima (1917)
- Сердце другой / Il cuore dell’altra (1917)
- Капризы любви / Capricci d’amore (1917)
- Вуаль счастья / Il velo della felicità (1918)
- Плакучая ива / Il salice piangente (1918)
- Чёрное пламя / Fiamma nera (1921)
- Картина Освальдо Марса / Il quadro di Osvaldo Mars (1921)
- Неожиданности развода / Le sorprese del divorzio (1923) — сценарист и режиссёр
- / it:Largo alle donne! (1924)
- Мацист-император / it:Maciste imperatore (1924)
- Мацист в аду / Maciste all’inferno (1926)
- Мацист в клетке со львами / it:Maciste nella gabbia dei leoni (1926) — сценарист и режиссёр
- Суд ассизы / Corte d’Assise (1930) — сценарист и режиссёр
- / Rubacuori (1931)
- Перголези / Pergolesi (1932)
- Та самая Валли / La Wally (1932)
- Молодая учительница / La maestrina (1933)
- Рай / Paradiso (1933)
- Далёкий голос / it:La voce lontana (1933)
- Молодожёны / Oggi sposi (1934)
- Мрак / Tenebre (1934)
- Тереза Конфалоньери / Teresa Confalonieri (1934)
- Лоренцино Медичи / Lorenzino de' Medici (1935)
- Красный паспорт / Passaporto rosso (1935)
- Предок / L’antenato (1936) — сценарист и режиссёр
- Джиневра дельи Альмиери / Ginevra degli Almieri (1936) — сценарист и режиссёр
- Бродячая свадьба / it:Nozze vagabonde (1936)
- Марчелла / Marcella (1937)
- Мужчины не неблагодарны / it:Gli uomini non sono ingrati (1937)
- Жить! / Vivere! (1937)
- Кто счастливее меня? / it:Chi è più felice di me? (1938)
- Моя песня на ветру / it:La mia canzone al vento (1938) — сценарист и режиссёр
- Под Южным крестом / Sotto la croce del sud (1938)
- Только для мужчин / it:Per uomini soli (1939)
- Неожиданности развода / Le sorprese del divorzio (1939) — сценарист и режиссёр
- / it:Torna caro ideal (1939)
- Пойте со мной / Cantate con me! (1940) — сценарист и режиссёр
- Кин[5] / Kean (1940) — сценарист и режиссёр
- Мама / Mamma (1941)
- Беатриче Ченчи / Beatrice Cenci (1941)
- Смятение / Turbamento (1941)
- Разбитая любовь / Vertigine[6] (1941)
- Горгона / La Gorgona (1942) — сценарист и режиссёр
- Мария Малибран / Maria Malibran (1942)
- Миллиарды, какое безумие! / it:Miliardi, che follia! (1942)
- Роман молодого бедняка / Romanzo di un giovane povero (1942)
- Асы смеха / Gli assi della risata (1943)
- Кровавые слёзы / it:Lacrime di sangue (1944) — сценарист и режиссёр
- Цветок перед глазами / Il fiore sotto gli occhi (1944)
- Пою, но вполголоса / it:Canto, ma sottovoce... (1945)
- Барон Карло Мацца / it:Il barone Carlo Mazza (1948)
- Святая монахиня / it:Monaca santa (1948)
- Похороненная заживо / La sepolta viva (1949)
- Поцелуй покойницы / Il bacio di una morta (1949) — сценарист и режиссёр
- Святое бесчестье / it:Santo disonore (1949) — сценарист и режиссёр
- Граф Сант’Эльмо / it:Il conte di Sant'Elmo (1950) — сценарист и режиссёр
- Гнездо из осоки / it:Il nido di falasco (1950) — сценарист и режиссёр
- Неблагодарное сердце / Core 'ngrato (1951) — сценарист и режиссёр
- Обман / Inganno (1952) — сценарист и режиссёр
- Процесс против неизвестных / it:Processo contro ignoti (1952) — сценарист и режиссёр
- Бури / Bufere (1953) — сценарист и режиссёр
- Иван, сын белого дьявола / it:Ivan, il figlio del diavolo bianco (1953) — сценарист и режиссёр
- Мы грешники / it:Noi peccatori (1953) — сценарист и режиссёр
- Папа Миротворец / it:Papà Pacifico (1954)
- / Il vetturale del Moncenisio (1956) — сценарист и режиссёр
- Когда восходит солнце / Quando tramonta il sole (1955) — сценарист и режиссёр
- Карфагенские рабыни / it:Le schiave di Cartagine (1956)
- Под знаком Рима / it:Nel segno di Roma (1958) — сценарист и режиссёр

### Актёр
- Оружие и любовь / Armi e amori, (1913)
- Молодость / Giovinezza, (1913)
- Звезда кино / it:La stella del cinema, режиссёр Марио Альмиранте[итал.] (1931)